# Боргофранко д'Ивреа
Боргофра̀нко д'Иврѐа (на италиански: Borgofranco d'Ivrea; на пиемонтски: Borghfranch, Боргфранк) е малък град и община в Метрополен град Торино, регион Пиемонт, Северна Италия. Разположен е на 253 m надморска височина. Към 1 януари 2023 г. населението на общината е 3496 души, от които 253 са чужди граждани.

## География, административно деление и население
Намира на устието на Вале д'Аоста, на древния поклоннически път Виа Франчиджена, между западните склонове на мореновия релеф „Ла Сера ди Ивреа“ и Монте Буоно, който го отделя от река Дора Балтеа, в североизточната част на Метрополен град Торино.
Територията има неправилен геометричен профил и е със силно подчертани височинни вариации: стига се до 1115 м надморска височина. Застроената зона, запазила селския си характер, се характеризира с топографията на средновековния правоъгълен заслон (на итал. ricetto, ричето).
Боргофранко се намира на кръстопът, свързващ Пиемонт, провинция Биела, Вале д'Аоста и от там – Франция и Швейцария. Навремето през него са минавали поклонниците от Франция и Англия за Рим по Виа Франчиджена.
Особеното му териториално разположение представлява интерес за любителите на природата и туризма, особено пътуването до района на Петте езера на Мореновия релеф „Ла Сера ди Ивреа“, най-голямото мореново образование в Европа от епохата на Неозоя.
Граничи със следните 8 общини: Куасоло, Андрате, Монталто Дора, Номальо, Киаверано, Сетимо Витоне, Бросо и Лесоло. Отстои на 50 км от Торино и на 103 км от Милано.
Има следните подселища (на итал. frazioni): Байо Дора, Биò, Кампаньола, Ивоцио, Сан Джермано, Екс Казермете, Сероне и Параторе.
Към 1 януари 2023 г. населението на общината е 3496 души, от които 253 чужди граждани, сред които преобладават тези на Румъния (115 души). Там живеят и двама български граждани.

## Топоним
Първите свидетелства за топонима са от 1328 г.. Най-документираната форма е Burgusfrancus (букв. от лат. „свободно от данъци селище“), чиято етимология е ясно историческа.

## История
Възниква като малко земеделско селище около края на XIII век от сливането на три селища – Куинто, Монбуено и Буò по волята на епископа на Ивреа и на Маркграфа на Монферат. На 5 март 1251 г. на техните жители се дава правото да се заселят в Бастия и да издигнат укрепено селище, burgus francus (букв. от лат. „свободно от данъци селище“). Целта е да се подсигури важния път към Вале д'Аоста и по-специално – транзитът на мелничните камъни на Сен Марсел, чийто контрол е причина за непрекъснати спорове между Ивреа и Верчели.
Oколо 1277 г. се появява „Ново селище в долината на Монталто“, бъдещо Боргофранко. На селището се дават широки привилегии, за да се привлекат допълнителни заселници.
През 1348 г. маркграфът на Монферат Джовани II дава правото на жителите на borgo franco да се събират, да номинират консули и официални лица, и да раздават правосъдие за по-малки престъпления.
В продължение на около два века селището успява с възходи и падения да запази независимостта си от опитите за господство на Савойската династия.
През 1562 г. херцог Емануил Филиберт I Савойски потвърждава привилегиите на Боргофранко, които са частично отменени в полза на Бартоломео Фача единадесет години по-късно.
През 1618 г. херцог Карл Емануил I Савойски премахва юрисдикцията над Боргофранко от страна на Комуната на Ивреа и го дава като феод на Джовани Франческо Лусалаборда до смъртта му.
През януари 1623 г. то минава в ръцете на генуезкия патриций Клаудио Марини – шамбелан на френския крал и посланик при Савоя, който става маркиз. Родът Марини го запазва като феод до 1720 г., когато Боргофранко минава в кралски ръце.
През 1640 г. Боргофранко е наводнено от река Дора Балтеа. То понася големи изпитания с голямото свлачище върху Буò през 1666 г. и с Пиемонтската гражданска война между Мадамистите – привърженици на регентката Мария Кристина Бурбон-Френска и Принципистите – нейни противници начело с кардинал Маврикий Савойски и принц Томас Франциск Савойски.
През февруари 1722 г. херцог Виктор Амадей II Савойски го дава като феод под формата на графство на Джовани Франческо Палма. Родът Палма го запазва до края на XVIII век, когато изоставя управлението и се премества в Ривароло.
В периода 1802 – 1814 г. Боргофранко е част от Наполеонова Франция.

## Икономика
Произвеждат се зърнени храни, пшеница, грозде и други плодове; отглежда се добитък, свине, овце, кози, коне и домашни птици. Промишлеността се състои от компании, работещи в секторите: хранително-вкусова промишленост, месопреработка, опаковане, дървесина, рафиниране на масла, химически, гумени и пластмасови изделия, металургия, механика, електроника, производство на части и аксесоари за автомобили, мебели и строителство. Секторът на услугите се състои от добра дистрибуторска мрежа и разнообразни услуги.

## Забележителности

### Градска архитектура

#### Балмети
Балметите (Balmetti) са отличителна характеристика на Боргофранко и представляват естествени изби, изкопани в мореновата скала на Монбаронския масив, използвани за съхранение на вино, сирена, кашкавали и салами.
Произходът им е древен и е свързан с култивирането на лози, за което се говори от началото на XII век. Особен природен феномен предизвиква излизането на въздушни потоци на име „аури“ (ore) от някои планински кухини. Те позволяват в балмета да се запази влажност и постоянна температура от 7 – 8 градуса по Целзий през цялата година.
Балметът е с правоъгълна форма, на един или два етажа над земята, с двор с дървена ограда или каменен зид, с лозница или други пълзящи растения и с дървени или каменни пейки.
Първото официално споменаване на балметите е през 1662 г., а през 1671 г. на графа на Кастеламонте е предложено сладко вино от балмета.
Балметите са повече от 200 и са частна собственост. Те не са само естествен хладилник, но и основна част от местната култура и традиции. Те служат и като места за срещи, събирания и тържества, за което свидетелстват имената на улиците, на които се намират те: Улица на доброто настроение (Via del buonumore), ул. „Бакх“ (Via di Bacco), Ул. „Бокал“ (Via del Coppa). Сградите не се използват като постоянни жилища: долната част, построена над „аурите“, и до 2020 г. се използва като помещение за съхранение на продукти, а горната част – като място за среща между приятели и познати.

#### Палат „Марини“
Родът Марини от Генуа се установява в Боргофранко през 1623 г. и преустройва вече съществуваща постройка чрез богати стенописи, голямо стълбище и портик с ложа. Сградата (Palazzo Marini) има благородническа част, разположена на юг и селска част, разположена на север. Благородническата част се състои от партер, първи етаж и подпокривна част, и е без мазе (което е типично за постройките на Боргофранко предвид воднистия терен). Господарското стълбище на входа свързва портика с разположената отгоре му ложа. Елипсовидната стълба в средновековната му цилиндричната кула от XIII век осигурява достъп до всеки етаж на палата.
През януари 1720 г. палатът става кралска собственост, а през февруари 1722 г. минава в ръцете на Джовани Франческо Палма. Впоследствие сградата става собственост на Отците доктринери от Ивреа, след тях – на граф Пинкия и накрая – на семейство Шок от Андрате, което преотстъпва северната част на сградата. През 1960 г. умира последният им наследник и палатът става държавна собственост. През 1964 г. той е отдаден под наем на Общината, която купува сградата през 1981 г. От 2000 г., с проект, съфинансиран от ЕС, Палацо Марини е реставриран като център за документация, културен обмен и туристическа информация.

##### Стенописите в Палат „Марини“
В палата, по стените на стълбището, на четирите зали на първия етаж и на ложата, е запазен цикъл от стенописи от втората четвърт на XVII век. Те са дело на поне три различни групи декоратори, работили по свода на стълбището, в първите две стаи и по стенописите с по-високо качество в Залата на етиката и Залата на изобилието.
- На свода на стълбището (Scalone) между небето и земята е изрисуван митът за Прозерпина: отдолу е плачещата Церера, а отгоре – колесницата на Плутон, който държи любимата в прегръдките си.
- Голямата Представителна зала (Sala di rappresentanza), в която се влиза директно от стълбището, има таван с дървени греди, украсени със савойски възли (двоен възел под формата на 8). Над елегантната камина от гипс са нарисувани в монохром пожарът в Троя и бягството на Еней.Таван на зала в Палат Марини
- Сводът на съседната зала – Залата на сезоните (Sala delle stagioni) вероятно е от същия автор: херувими с тялото на риба поддържат антаблемана на ниска архитектурна структура, разположена около свода. От четири отвора надничат алегориите на сезоните.
- Третата зала – Залата на етиката (Sala dell'etica) е боядисана в приглушени тонове в охра и зелено и с ярки линии в ултрамарин и в червено; на всяка страна има библейски сцени с коментар.
- Смелата перспектива върху свода на последната зала – Залата на изобилието (Sala dell'abbondanza) е един от най-ранните подобни примери в цял Пиемонт. В центъра върху облаци на златно небе е седнало Изобилието.
- Ложата (Loggiato) се простира на стената в дъното като перспектива на галерия със седем свода.[11]

#### Укрепен заслон
Типична средновековна укрепена структура (Ricetto) от Пиемонт, тази в Боргофранко е почти непроменена и до днес и е свидетелство за селскостопанската дейност от древни времена. Знак за това са правите му улици и типичната селска архитектура на къщите на два или три етажа с големи сводести ложи и с пространства за конюшни и за сено.

#### Кула Порта
През Средновековието кулата (Torre Porta или el Clochèr) е северен вход на укрепения заслон на селището. Превърната е в общинска кула през втората половина на 13 век и ок. 1629 г. поема функцията на камбанария.
През 1734 г. граф Палма, в желанието си да прехвърли енорията в църквата „Св. Герман“ в Сан Джермано, се скарва с енорийския свещеник и нарежда часовника и камбаните да бъдат транспортирани до нея, където обаче най-голямата камбана и часовникът остават да лежат неизползваеми. Спорът е разрешен през 1740 г., когато енорийска църква става „Св. Броеница“ (Santo Rosario), а камбаните и часовникът са върнати в кулата.
През 1764 г. кулата и часовникът стават общинска собственост и камбаните от 3 стават 4.
През 1884 г. на камбанарията е поставен нов четириъгълен часовник от фирма Граналя (Granaglia) от Торино. През 1924 г. ремонтните работи на повредения от дълго време часовник са поверени на Атилио Фиакони от Меуляно, а през 1960 г. механичният часовник е заменен с електрически от фирма Граналя.

#### Бирерия „Де Джакоми“
Бивша бирена фабрика (Birreria De Giacomi) от началото на XX век на сем. Де Джакоми. То е основател на едноименната пивоварна в Ливорно и е родом от Роса, малко градче, разположено в швейцарската Вал Каланка. Оттам негов клон отива в Киавена, където през 1801 г. основава фирма за търговия на вина. Около 1920 г. част от сем. Де Джакоми, съставена от Доменико и братовчедите му, емигрира в Боргофранко, където основава пивоварна фабрика.

### Религиозна архитектура

#### Енорийска църква „Св. Маврикий“
Църквата (Parrocchia di San Maurizio) е бивша Църква на Братството на Св. Броеница (Chiesa della Confraternita del S. Rosario). Началото ѝ е поставено през XVII век. Тя е разширявана и преустроявана много пъти и добива сегашния си вид през първата половина на XVIII век. През 1752 г. става енорийска църква под името „Св. Маврикий“. Интериорът е съставен от три барокови кораба с фино декорирани мраморни колони. До главния олтар има още две мраморни барокови колони.

#### Църква „Св. Марта“
Ораторият на Св. Марта (Chiesa di Santa Marta) и Братството на Св. Дух (Confraternità dello Santo Spirito) е построен през XV век, а през 1508 г. става енорийска църква, т. к. старите енорийски църкви „Св. Маврикий“, „Св. Герман“ и „Рождество Богородично“ са селски.

Разширена е в края на XVII век и придобива сегашния си вид. 

#### Църква „Св. Герман“
Църквата (Chiesa di San Germano) се намира в подселището Сан Джермано.

## Събития
- Карнавал на Боргофранко 
Това важно обществено събитие се провежда всяка година през февруари–март и се състои от три паралелни карнавала, организирани от три асоциации в трите района на града: Карнавална асоциация на Борго (Associazione Carnevalesca del Borgo), Карнавална асоциация „Деле Кашине“ (Carnevale delle Cascine[14]) и Карнавална асоциация „Олмето“ (Olmetto). Те весело си съперничат всяка година в карнавалните събития. Карнавалът е вдъхновен от Историческия карнавал на Ивреа и неговите главни персонажи са същите с някои разлики, като напр. някои елементи в костюмите или други (напр. в карнавала на Олмето няма Мелничарска дъщеря).

- Празник на балметите „Andoma ai Balmit“[15]
Провежда се от Асоциация Pro Loco в третата неделя на юни и носи названието „Да отидем в балметите“. През 2019 г. е 42-рото му издание. Предлага посещения на балмети, дегустация и закупуване на местни продукти и вина, както и художествени и занаятчийски произведения.[16]
- Патронен празник на Св. Маврикий (Festa patronale di S. Maurizio)
На 22 септември. В рамките на една седмица са провеждат различни събития като изложби, концерти, гастрономически събития, религиозна процесия и др.
- Маратон „Обиколка на Черното езеро“ (Corsa podistica „Giro del lago Nero“)
Маратон от 10 км. в началото на октомври в района на мореновите езера на Ивреа. През 2019 г. е 4-тото му издание. Организиран от Италиански съюз „Спорт за всички“ (UISP), Спортна група „Авис“ (GS Avis) в сътрудничество с Община Боргофранко д'Ивреа и Община Монталто Дора.
- Празник на кестените (Castagnata)
През октомври.

## Култура и образование

### Образование
- Три държавни детски градини
- Едно държавно начално училище (от 1-ви до 5-и клас вкл.)
- Едно държавно средно училище от първа степен (от 6-и до 8-и клас вкл.)
- Гимназиите и техникумите са в град Ивреа.

### Музеи, библиотеки, културни и развлекателни центрове
- Общинска библиотека (Biblioteca Civica) – от 1971 г., ок. 5100 тома, със свободен и безплатен достъп
- Общински салон „Свещеник Шок“ (Salone Comunale Sacerdote Choc[17])
- Салон на Олмето (Salone dell'Olmetto[18])
- Салон на Борго (Salone del Borgo)
- Салон „Деле Кашине“ (Salone delle Cascine)
- Част от Екологичния музей на Мореновия амфитеатър на Ивреа (Ecomuseo AMI[19])

### Религиозни центрове
- Католическа енорийска църква „Св. мъченик Маврикий“ (Parrocchia di San Maurizio Martire)
- Католическа енорийска църква „Св. мъченик Солутор“ (Parrocchia di S. Solutore Martire), в подселище Байо Дора
- Католическо братство на Св. Марта (Confraternita di Santa Marta)
- Католически параклис „Св. Герман“ (Cappella di San Germano)
- Католически параклис „Св. Анна“ (Cappella di Sant'Anna)
- Католическа църква „Св. Грат“ (Chiesa di San Grato), в подселище Ивоцио
- Католическа църква „Св. Мария“ (Chiesa di Santa Maria), в район Монтебуоно
- Католически параклис „Св. Маврикий“ (Cappella di San Maurizio), в район Фучине
- Католически параклис „Св. Рох“ (Cappella di S. Rocco), в подселище Байо Дора[20]
- Асоциация „Дора Балтеа“ на Свидетелите на Йехова (Associazione Testimoni di Geova Dora Baltea)

## Гастрономия

### Сладки Канестрели (Canestrelli)
Те са традиционен продукт за няколко населени места в Канавезе: Кревакуоре, Боргофранко д'Ивреа, Ивреа, Мацè, за други общини като Вайе и други общини в Долината на Суза. Идват от Късното средновековие. Основните им съставки са брашно, масло, яйца и захар. Те са плоски, крехки бисквити с неправилна форма поради приготвянето им във формата на вафла с тъмнокафява шоколадова основа. Смята се, че оригиналната вафла е била тъмна на цвят въпреки високата цена на какаото. Едва в нач. на 20 век количеството използваното какао става двойно и се прави разлика между горчиво и подсладено какао. През 21 век Канестрелите се правят не само с аромат на какао и ванилия, но и с лешник, лимон, портокал, кафе, мента, кокос и шамфъстък.
Канестрелите имат някои разлики помежду си: по-дебели и с издигнат релеф във Вайе и Вал ди Суза, тънки и с лек релеф в Монтанаро; подобно на средновековните монети в Тоненго ди Мацè и в Полонгера, хрупкави, много тънки и с отпечатани фамилни гербове в Боргофранко д'Ивреа.

### Вина
В Боргофранко и околности се произвежда местното вино Вин дай Балмит (Vin dai Balmit), както и реномираните „Карема DOC“ (Carema Doc) и Ербалуче DOC ди Калузо (Erbaluce Doc di Caluso).
Първото е червено вино, получено от грозде от различни лози, намиращи се на територията на Боргофранко, по-специално на хълма Монтебуоно и в подселища Биò, Сан Джермано, Ивоцио, Кампаньола; съхранява се в традиционните изби балмети.
Карема док се прави от сорта Небиоло, има рубинов цвят с гранитни отблясъци, фин, характерен и цветен аромат, мек, плътен вкус.
Ербалуче е със сламено жълт цвят, с фин, напомнящ на диви цветя аромат и със сух, свеж и характерен вкус.

### Други специалитети
- Зелен лук и пълнен лук (cipollini e cipolle ripiene)
- Салиньон и миаси (Salignon e miasse) – тънки хрупкави правоъгълници от царевично брашно, които се готвят на специални метални плоскости и след това се дегустират със Salignùn – пикантна извара
- Кестени (castagne)
- Печурки (funghi porcini).

## Спорт
- Спортно поле „Орла Ричо“ (Campo Sportivo „Orla Riccio“), район Киаре (regione Chiare)
- Общинска фитнес зала (Palestra Comunale)
- Спортна зона (Area Sportiva), в подселище Байо Дора
- Футболна асоциация „Байо Дора“ (Associazione Calcio Bajo Dora[23])
- Волейболен тим на Боргофранко (U.S.D. Borgofranco Pallavolo[24])
- Клуб по парапланеризъм „Кавалария“ (Parapendio Club Cavallaria[25])
- Спортна асоциация „Св. Маврикий“ (Associazione Sportiva S.Maurizio)
- Спортен център за бодибилдинг и фитнес „Пол Джим“ (Centro sportivo Paul Gym – Body Building and Fitness ASD[26])
- Спортен център „Тре Би“ (Centro Sportivo 3B[27]) – футбол, тенис, волейбол и басейн
- Конен манеж „Св. Маврикий“ (Maneggio San Maurizio[28])
- Спортна асоциация „Етоал“ (Etoile A.S.D.[29]) – гимнастика, художествена и спортна гимнастика, пилатес и др.

## Транспорт
- Първостепенен междуградски път SS n. 26 на Вале д'Аоста
- Автомагистрала A5 Торино-Аоста с вход за достъп Ивреа, на 8 км
- ЖП гара, на линията Кивасо-Аоста
- Летище Торино Казеле – на 53 км, летище Милано Малпенса – на 103 км
- Пристанище в Генуа – на 187 км
- Междуградски автобусни линии: Джи Ти Ти (GTT Архив на оригинала от 2020-02-05 в Wayback Machine.) n. 156 Андрате – Номальо – Ивреа и n.157 Сан Джермано – Банкете – Павоне; Садем (SADEM Архив на оригинала от 2020-02-26 в Wayback Machine.): 265 (904) Торино – Кивасо – Ивреа – Пон Сен Мартен.[30]

## Известни личности

### Родени в Боргофранко д'Ивреа
- Джермано Джерманети (* 1803 † 1885 в Ивреа) – лекар, кмет на Боргофранко д'Ивреа (1862 – 1865), избран в Парламента на Кралство Италия от 1870 г., назначен за сенатор през 1882 г.
- Свещеник Шок – работил с най-бедните в училищата
- Мартино Руфини († 1867) – адвокат и магистрат
- Томазо и Еторе Руфини – лекари
- Джовани Анселмо (* 1934 † 2023 в Торино) – концептуален творец. След като експериментира самоук с живопис и графика, се посвещава на концептуални изследвания, създавайки творби, базирани на комбинацията от обекти с противоположна стойност или фокусирани върху противоположни явления и концепции. Участва във важни международни изложби.

## Побратимени градове
- Aмбран (Embrun), Франция